# Clase Mogami
Los buques de la Clase Mogami (最上型 Mogami-gata?) fueron una serie de cuatro cruceros pesados de la Armada Imperial Japonesa influenciados en su construcción y diseño por el Tratado naval de Londres de 1930, construidos posteriormente a los buques de la clase Takao.

## Diseño
Fueron concebidos como una mejora de la Clase Takao.
Inicialmente se construyeron con 5 torres triples con cañones de 150 mm, tres a proa y dos a popa, por lo que se les clasificó como cruceros ligeros. Posteriormente, en 1939, fueron modernizados y reformados, y se tomó la decisión de sustituir las torres triples de 150 mm por torres dobles con cañones de 203 mm, por lo que quedaron clasificados como de cruceros pesados.
Poseían dos timones gemelos compensados similares a la Clase Tosa.
Su construcción era de reducto central para albergar los racks lanzatorpedos y a diferencia de la clase Takao que poseía una masiva estructura de puentes, los clase Mogami tenían un puente más pequeño, muy robusto y compacto.
Su única chimenea combinada era del mismo diseño que la usada por el crucero Yūbari, inicialmente tenían una exigua artillería antiaérea que fue incrementada en el transcurso de la guerra.
El Mogami y el Mikuma tuvieron inicialmente problemas estructurales que se manifestaron en el llamado Incidente de la 4.º Flota en 1935. Ambos cruceros (y otras unidades distintas) resultaron con daños importantes después de enfrentar un violento tifón en las afueras de Honshu en septiembre de 1935 mientras se encontraban en maniobras de ejercicios, las soldaduras del casco no resistieron el estrés longitudinal y se aflojaron, además la sección proel resultó combada lo que obligó a ambas naves fueran puestas en grada y remodeladas estructuralmente: estas modificaciones se extendieron a las siguientes unidades de la clase: Suzuya y al Kumano en construcción. Como resultado de ello, los cruceros clase Mogami demostraron ser buques muy robustos con una alta resistencia a los impactos de torpedo, no así a al bombardeo en picado. Una deficiencia de esta clase era su exiguo blindaje horizontal (35 mm), en especial la plataforma de aviones de exploración que hacían de techo de los racks de lanzatorpedos, en efecto, el Mogami y el Mikuma fueron destruidos parcialmente por la explosión de los torpedos en este compartimiento debido al bombardeo en picado. Como a otras clases de cruceros, los clase Mogami eran susceptibles de perder sus extremos (proa o popa) por ataques de torpedos.
Portaban tres aviones de exploración tales como el Nakajima E8N, Aichi E13A o Mitsubishi F1M.
Su habitabilidad como en las clases precedentes era deficiente debido a la mala ventilación de sus interiores.
Su protección lateral fue similar a las clases precedentes,  fue incrementada con espesores de 100 mm, pero la protección horizontal inicialmente de 35 mm resultó deficiente y fue incrementada más adelante en algunas zonas a 127 mm. Las torretas también estaban pobremente blindadas con solo 25 mm de espesor.
Una derivación más evolutiva considerada como mejora de este diseño fue la Clase Tone en 1938.

## Historial

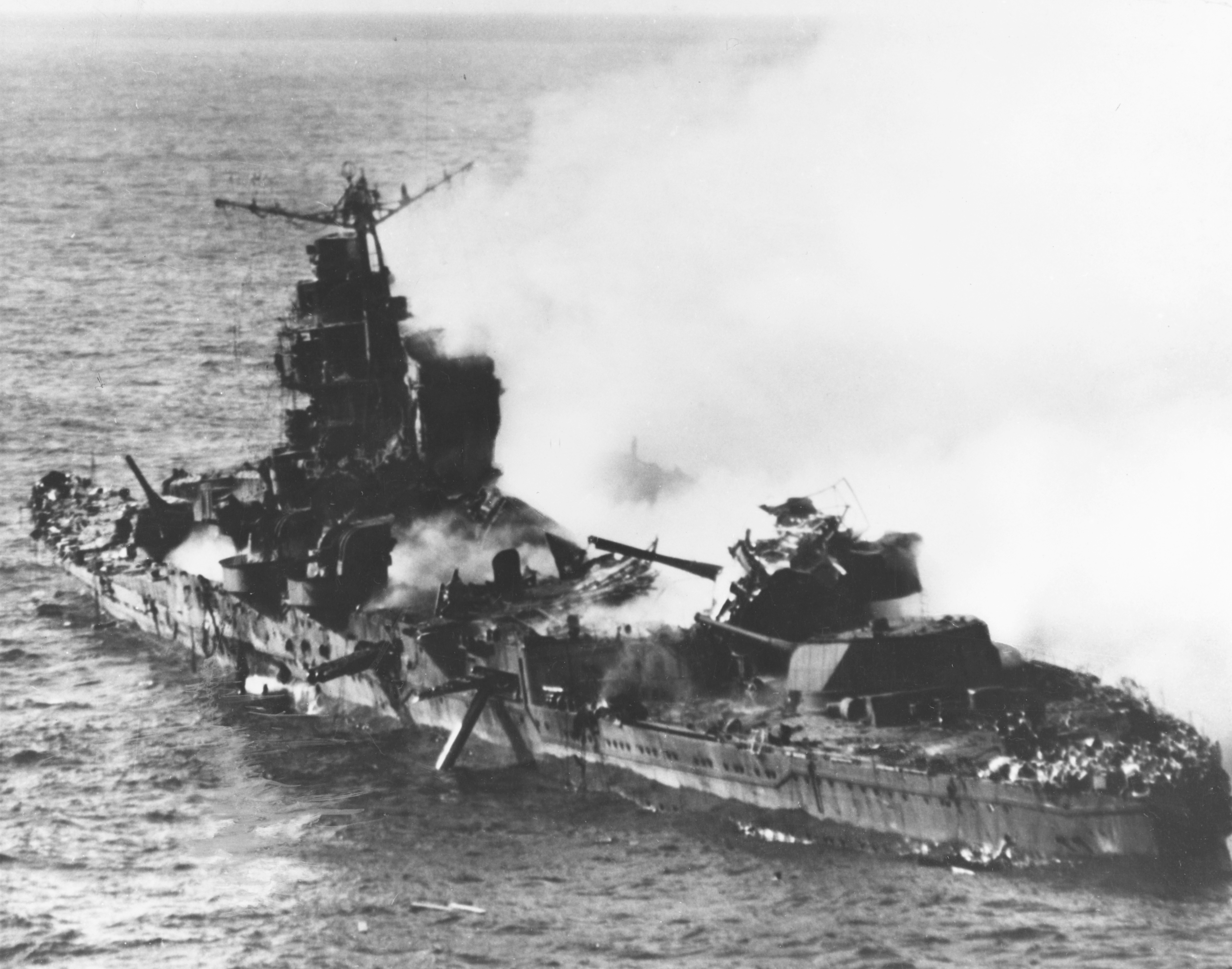
El Mikuma gravemente dañado el 6 de junio de 1942.

Esta clase formó la 7.ª división de cruceros pesados y algunos tuvieron importantes actuaciones en el frente del Pacífico.
- El Mogami fue botado en 1934, remodelado en 1939, transformado en híbrido en 1943; resultó dañado por ataque aéreo y rematado por el destructor japonés Akebono, en el transcurso de la Operación A-Go en la batalla del Estrecho de Surigao, el 25 de octubre de 1944.

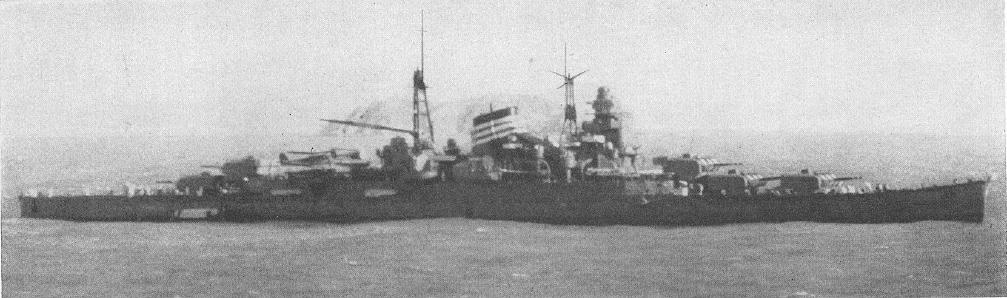
Crucero Suzuya.

- El Suzuya fue botado en 1934, remodelado en 1939; resultó hundido en la Batalla del Golfo de Leyte, el 25 de octubre de 1944 por ataque de aviación embarcada.

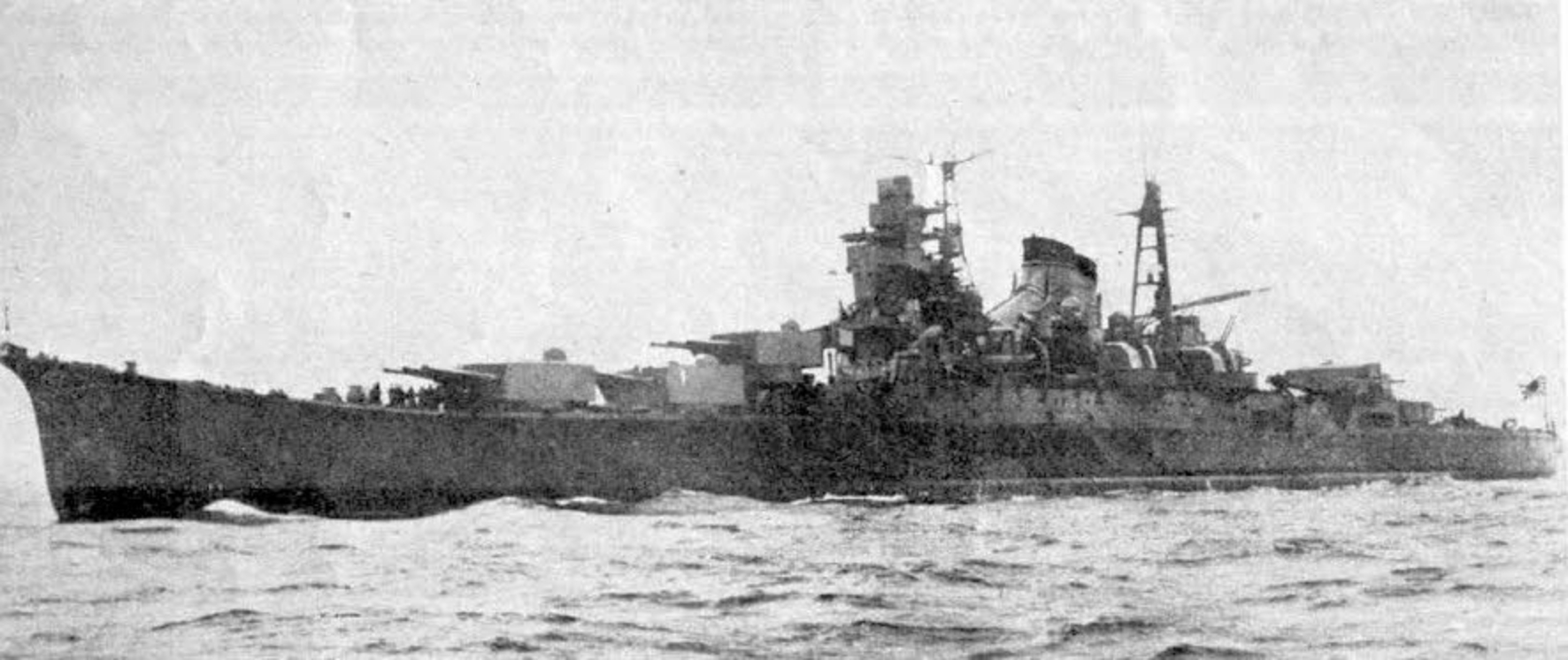
Crucero Kumano con torres triples de 150 mm.

- El Kumano fue botado en 1936, igualmente remodelado en 1939; resultó hundido por aviones del USS Ticonderoga (CV-14) el 25 de noviembre de 1944 en el puerto de Santa Cruz.
- El Mikuma fue botado en 1934; resultó hundido por ataque aéreo, el 5 de junio de 1942 durante la Batalla de Midway. (En algunas literaturas se refieren a este crucero como el Chikuma).

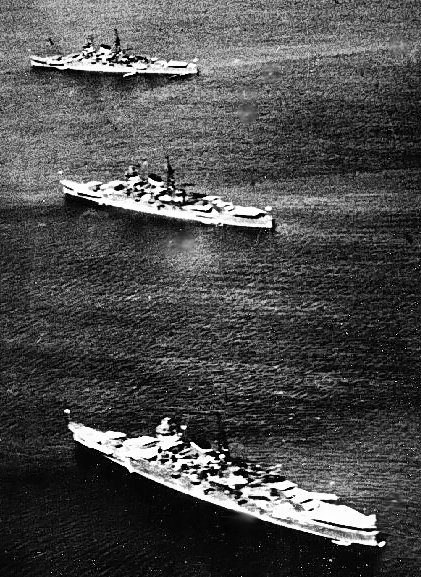
Cruceros Clase Mogami: El Mogami, el Mikuma y el Kumano (desde primer plano).

## Buques de la clase
Los miembros de esta clase fueron: El Mogami, Suzuya, Mikuma y Kumano. Ninguno de estos navíos sobrevivió al conflicto.